# Krokodillentranen

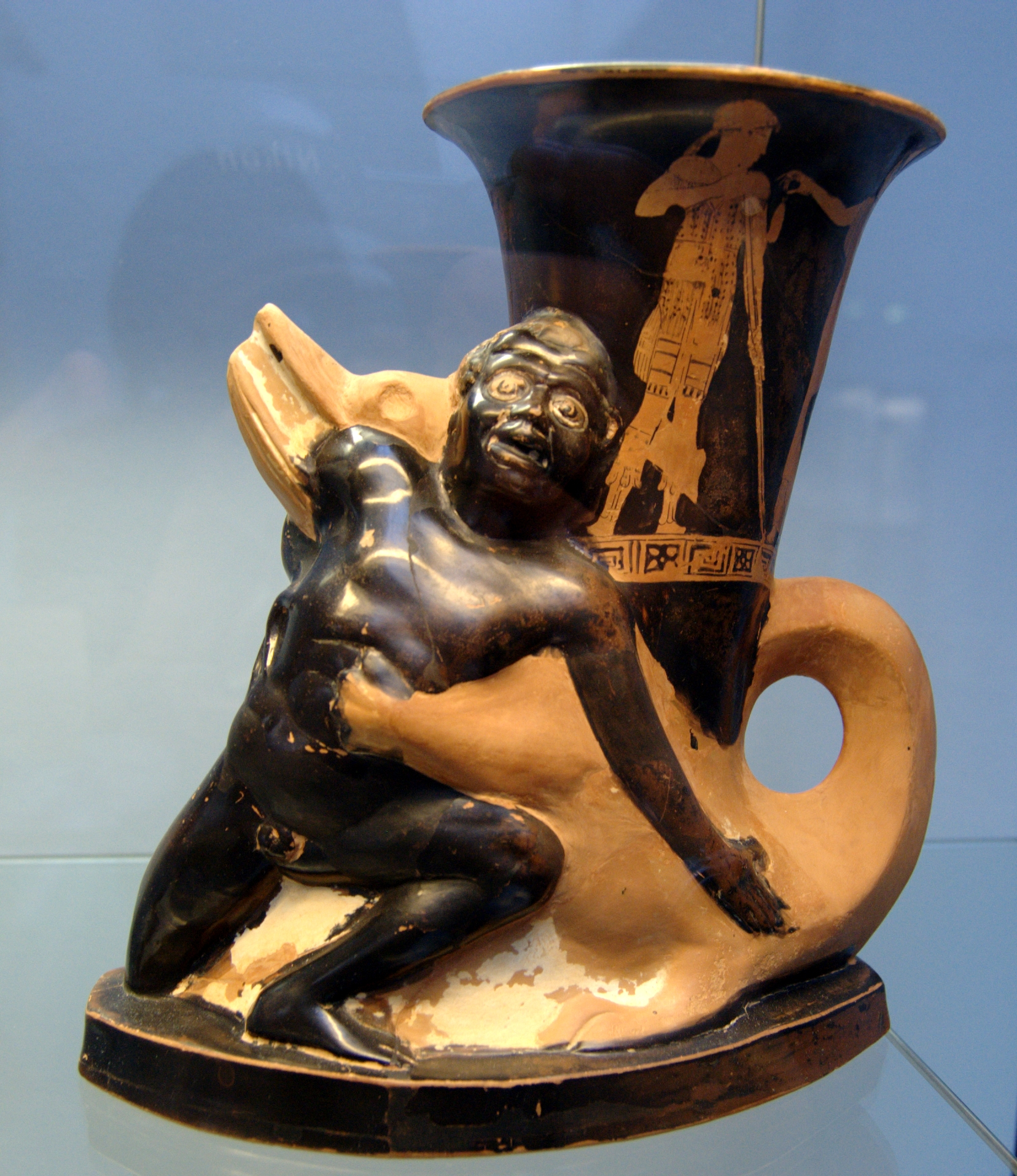
Een Griekse drinkbeker met een houder in de vorm van een krokodil die een man te pakken heeft (460-450 voor Christus).

Krokodillentranen (huilen) is een uitdrukking die verwijst naar geveinsde tranen, tranen van gehuichelde smart of gespeeld berouw. Dit verwijst naar de (veronderstelde) huichelachtige tranen van een krokodil tijdens het opeten van een prooi.

## Etymologie
De etymologie van deze uitdrukking gaat terug op Jacob van Maerlant (1287), de (deels fictieve) reisverhalen van Jean de Mandeville (1300?-1372) en de Adagia van Erasmus (1500).
Pas in de 16e en 17e eeuw, dus na Erasmus, wordt de uitdrukking in Europa algemeen gangbaar,
bijvoorbeeld bij Shakespeare (Henry VI, Othello) en Bredero:

Ghy weent wel, dochter, ja, soo doet de Cocodril,

Wanneer hy menschen vanght of yemandt heeft te wil.

Edmund Spenser gebruikte het in zijn gedicht The Faerie Queene (1590):

By muddy shore of broad seven-mouthed Nile, (...),

Doth meet a cruell craftie Crocodile, Which in false griefe hyding his harmefull guile,

Doth weepe full sore, and sheddeth tender teares.

De betekenis is ontleend aan oude volksverhalen dat krokodillen huilen. De reden waarom krokodillen zouden huilen verschilt in die verhalen: om een (menselijke) prooi te lokken, of uit verdriet om de prooi die wordt opgegeten.
Dezelfde uitdrukking komt in het Maleis voor: air mata buaya. Dit kan niet de bron zijn van de uitdrukking in West-Europa.

## Biologische verklaring
Krokodillen (en andere krokodilachtigen) hebben wel degelijk traanklieren bij de ogen. Hiermee kunnen ze traanvocht afscheiden, wat dient om vuiltjes in het oog af te voeren. De 'tranen' dienen dus om het oog schoon te houden en hebben niets met berouw of verdriet te maken. Ze zijn in het water niet te zien en op het land drogen ze snel op. Ook dienen deze tranen om overtollig zout uit te scheiden.

## Medisch
Krokodillentranen zijn ook een neurologisch symptoom, dat onder meer kan optreden bij mensen die een aangezichtsverlamming hebben gehad. De patiënt heeft last van een tranenvloed, meestal tijdens het eten, en kan daar geen invloed op uitoefenen.

## Trivia
- In 1985 had Vader Abraham een single met op de A-kant "Krokodillentranen Zijn Echt".[9]